# آرجون (فیلم ۲۰۰۴)
آرجون (به انگلیسی: Arjun) فیلمی هندی محصول سال ۲۰۰۴ و به کارگردانی گوناشکار است. در این فیلم بازیگرانی همچون ماهش بابو، شریا سارن، کیرتی ردی، راجا، پراکاش راج، ساریتا، نثار و کالاباوان مانی ایفای نقش کرده‌اند.